# Крайні точки Греції
Це список крайніх географічних точок Греції

## Координати
- Північ: 41°44′56.0″ пн. ш. 26°10′24.4″ сх. д. / 41.748889° пн. ш. 26.173444° сх. д.
поблизу Орменіо[en], муніципалітет Орестіада, Східна Македонія та Фракія
- Південь: 34°49′0″ пн. ш. 24°7′0″ сх. д. / 34.81667° пн. ш. 24.11667° сх. д.
поблизу Кастрі на о. Гавдос, муніципалітет Гавдос, Крит
материкова частина: мис Матапан, муніципалітет Анатолікі Мані, Пелопоннес 36°23′07.5″ пн. ш. 22°28′59.0″ сх. д. / 36.385417° пн. ш. 22.483056° сх. д.
- Захід: 39°51′06.9″ пн. ш. 19°22′24.8″ сх. д. / 39.851917° пн. ш. 19.373556° сх. д.
о. Отоні, муніципалітет Керкіра, Іонічні острови
материкова частина: захід муніципалітету Сагіада, Епір 43°2′0″ пн. ш. 9°18′0″ сх. д. / 43.03333° пн. ш. 9.30000° сх. д.
- Схід: 36°07′00.0″ пн. ш. 29°38′30.0″ сх. д. / 36.116667° пн. ш. 29.641667° сх. д.
о. Стронгилі, муніципалітет Мегісті, Південні Егейські острови
материкова частина: поблизу Піфіона, муніципалітет Дідімотіхо, Східна Македонія та Фракія 41°23′00.0″ пн. ш. 26°38′00.0″ сх. д. / 41.383333° пн. ш. 26.633333° сх. д.

## Відносно рівня моря
- Найвища: пік Пантеон, Олімп, (2917 м), 40°5′0″ пн. ш. 22°21′0″ сх. д. / 40.08333° пн. ш. 22.35000° сх. д.
- Найнижча: Неохорі, (-10 м) 38°21′0″ пн. ш. 21°15′0″ сх. д. / 38.35000° пн. ш. 21.25000° сх. д.